# جیزلا آنتون
جیزلا آنتون (انگلیسی: Gisela Anton؛ زادهٔ ۱ ژانویهٔ ۱۹۵۵) فیزیک‌دان، و استاد دانشگاه اهل آلمان و از دریافت‌کنندگان صلیب نشان افتخار شایستگی جمهوری فدرال آلمان است.

## زندگی
جیزلا آنتون در سال ۱۹۷۳ در رشته فیزیک در بن شروع به تحصیل کرد. در سال ۱۹۷۵، او جایزه دانشمندان جوان (Bundessieger Jugend) را دریافت. وی در این رقابت با فرانک آنتون، که در سال ۱۹۷۹ با او ازدواج کرد در رقابت بود، ملاقات کرد. پس از کسب مدرک دکتری در سال ۱۹۸۳، از سال ۱۹۸۴ تا ۱۹۹۵ در انستیتوی فیزیک در دانشگاه بن مشغول به کار شد، اما همچنین در تحقیقات ساکلی (۱۹۹۰–۱۹۹۱) و ماینز (۱۹۹۱–۱۹۹۲) مشغول به کار شد و به عنوان رئیس فیزیک تجربی در دانشگاه فریدریش-آلکساندر ارلانگن-نورنبرگ بازنشته شد.